# Guangfuhui
Die  Guangfuhui  (光復會 Guāngfùhuì, Gesellschaft des Wiedererstarkens) war eine politische Partei des frühen 20. Jahrhunderts mit dem Ziel, die Qing-Dynastie zu stürzen und in China eine Republik zu begründen.

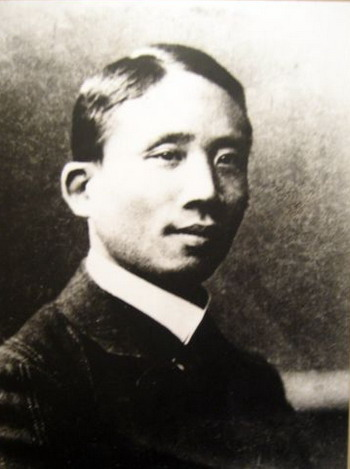
Cai Yuanpei

## Geschichte
Die Vereinigung wurde 1904 von Cai Yuanpei gegründet und hatte ihren Aktionsraum in den Provinzen Jiangsu und Zhejiang sowie in der Hafenstadt Shanghai. Zu ihren Mitgliedern gehörte die Frauenrechtlerin Qiu Jin, der Philosoph und Linguist Wu Zhihui, der Erzieher Tao Chengzhang, der kaiserliche Beamte Xu Xilin sowie der Philologe Zhang Binglin.
Weitere Parteien mit der Zielsetzung der revolutionären Beendigung der Monarchie und der Schaffung einer chinesischen Republik bestanden bereits vor Gründung der Guangfuhui, wie etwa die Xingzhonghui auf Hawaii und in Hongkong, die Huaxinghui in Hunan, die Gongjinhui am oberen Lauf des Changjiang in Sichuan, die Furenwen in Hongkong, die Yiwenhui und die Hanzhuduilihui in Fujian, die Gongchanghui in Sichuan, die Yizhihui in Jiangxi, die Yuewanghui in Anhui und die Qunzhihui in Guangdong.
Im Jahr 1905 fusionierte die Guangfuhui mit der Xingzhonghui und der Huaxinghui zur Tongmenghui, welche 1913 in Zhongguo Guomindang umbenannt wurde.